# Nneka Onyejekwe
Nneka Obiamaka Onyejekwe (n. 18 august 1989, Hațeg, România) este o jucătoare română de volei care a jucat ca centrală pentru CSM Volei Alba Blaj, iar în prezent joacă la Dinamo București și pentru Echipa națională a României.
S-a născut în Hațeg dintr-o mamă româncă și un tată nigerian, ambii intelectuali, și a fost crescută în Cluj-Napoca. Unul din frații ei, Chike, este jucător profesionist de handbal.

## Palmares
- Divizia A1
  - Câștigătoare: 2007, 2008, 2009, 2010 (cu CSU Metal Galați)
  - Finalistă: 2018

- Cupa României
  -  Câștigătoare: 2007, 2008, 2009 (cu CSU Metal Galați)
  - Finalistă: 2018

- Campionatul Elveției
  - Câștigătoare: 2011, 2012, 2013 (cu Voléro Zürich)

- Cupa Elveției
  -  Câștigătoare: 2011, 2012, 2013 (cu Voléro Zürich)

- Supercupa Elveției
  -  Câștigătoare: 2010, 2011 (cu Voléro Zürich)

- Liga Campionilor CEV
  - Finalistă: 2018